# Ford Model N
Ford Model N — недорогий автомобіль виробництва американської автомобілебудівної компанії Ford Motor Company. Він з'явився у 1906 році як наступник моделей типів A, C і F, що випускались до того, у 1903—1906 роках, і започаткував нову лінійку недорогих автомобілів компанії.

## Базова модель
«Model N» відрізнялась від своїх попередників тим, що мала переднє розташування рядного 4-циліндрового двигуна внутрішнього згоряння, потужністю 15 к.с., який передавав крутний момент на задні колеса довгим поздовжньо розташованим валом. Автомобіль мав колісну базу 2134 мм. Це був перший американський автомобіль, у якому для виготовлення відповідальних деталей було використано сталі, леговані ванадієм.
Модель була успішною: до закінчення виробництва у 1908 році було виготовлено 7000 автомобілів у базовому варіанті На той час, автомобіль при ціні базової комплектації у 500 доларів вважався доступним. Єдиним заводським кольором моделі був каштановий.

## Model R
«Model R» мала вищий рівень оздоблення, порівняно з «Model N», мала більший кузов і колеса (30 дюймів), над якими розташовувались широкі крила. «Model R» була на 150 доларів дорожчою уже на той час 600-доларової «Model N», і вироблялась вона лише у 1907 році, у період з квітня по жовтень. За весь час було продано 2500 автомобілів. Колір фарби кузова був переважно темно-зеленим, встановлювались шкіряні сидіння, латунні масляні ліхтарі і паливним баком місткістю 8 американських галонів (прибл. 30 л)

## Model S
«Model S» була ще однією адаптацією «Model N». Вона вироблялась у модифікаціях «Runabout» і «Roadster». Ця остання модель Форда з правим розташуванням керма мала сучасніший капот, капюшон, крила. «Model S» у модифікації «Runabout» вперше з'явилася наприкінці 1907 року, і була схожа «на Model R» та дешевшою від неї на $50.
У модифікації «Roadster», ціна якої була $750, був закритий капот, суцільні крила і третє місце для пасажира, додатково встановлювались складний дах, газові ліхтарі і парасолька. Всього було продано 3750 автомобілів за період 1907-09 рр.